# قصة سربرينيتسا
قصة سربرينيتسا (بالبوسنوية: Priča o Srebrenici)‏ (بالإنجليزية: Story of Srebrenica)‏
هي رواية عن الحرب في البوسنة للمراسل والصحفي إسنام تاليتش وترجمة الدكتورة صهباء محمد بندق الرواية إلى اللغة العربية وقام بالتقديم للرواية السياسي والاقتصادي الماليزي مهاتير محمد، كما قام بترجمتها باللغة إلى اللغة الإنجليزية محمد باشا نبيجوفيتش.

## أحداث الرواية
تعد الرواية من الأدب الروائي التاريخي، الذي يروي أحداث واقعية حدثت بالفعل وتدور أحداث الرواية في سربرينيتسا – تلك البلدة الصغيرة ذات الطبيعة الجبلية الواقعة في الجزء الشمالي الشرقي من دولة البوسنة القديمة – يمتد لألفي سنة قبل قيام الحضارة الغربية الحديثة.
ورواية «قصة سربرينيتسا» عبارة عن «وثيقة» عن ذلك التاريخ وهي تركز بشكل خاص على أحداث الجزء الأخير من القرن العشرين في الفترة بين 1992 و 1995 م عندما نفذ ذلك العدوان البربري المسلح ضد البوسنة ومسلمي البوسنة البشناق وهم من سكان أوروبا الأصليين الذين اعتنقوا الإسلام منذ وصوله إليهم وليسوا جالية هاجرت إليه من بلاد إسلامية أخرى.
وبقيت سربرينيتسا – التي كانت تخضع لحماية القوات الدولية خلال الحرب التي استمرت بين عامي 1992 و 1995 م – تقاوم وحدها وتدافع عن نفسها بجهد يفوق طاقة البشر لثلاث سنوات ونصف فقط لكي ينفذ المعتدي الصربي عدوانًا جديداً في يوليو / تموز من عام 1995 م وينجز المذبحة التي راح ضحيتها 10.000 مسلم من الرجال والعجائز والنساء والأطفال وعند الأخذ بالحسبان أولئك الذين قتلوا منذ عام 1992 م يصل عدد الأرواح التي أزهقت في جيب سربرينيتسا المسلم 15.000 إنسان.
وأغلب من بقي من الضحايا لم يتعاف إلى الآن.
وتعد هذه المذبحة أسوأ حادثة قتل جماعي في أوروبا منذ الحرب العالمية الثانية، إن النساء البوسنيات من سكان سربرينيتسا اللواتي بقين على قيد الحياة معروفات حول العالم بكفاحهن السلمي من أجل الوصول إلى حقيقة ما حدث في سربرينيتسا وهن مصرات على الاستمرار في بذل الجهد لإثبات حقيقة ما حدث في بلدتهن ولهذا فهن يعتبرن هذه الرواية ملكًا لهن.. وأنها تخصهن بشكل وثيق.
وقد أدهشن مؤلف هذه الرواية الذي كما يقولون عنه: «استطاع أن يصور كل ما جرى دون أن يسمح لمشاهدة الرعب والذعر التي تضمنتها القصة بأن تزعج القارئ أو أن تنفره، وهو مع ذلك نجح في نقل رسالة المعاناة إلى القراء».
إن القصة الرئيسية المتعلقة بمقاومة سربرينيتسا وسقوطها، يرويها بطل الرواية (مرجان جوزو), بالإضافة إلى قصة أخرى من دفتر يوميات الحرب الخاص بجده (رحمن بيك جوزو), الجندي الإسير الذي وقع في الأسر الروسي أثناء الحرب العالمية الأولى، وفي رواية «قصة سربرينيتسا» تتداخل القصتان وتتشابكان معًا على نحو مدهش وبديع للغاية.
1. ↑  الورد، محسن. "مذبحة سربرنيتشا.. قصة حصاد الجماجم تحت أنظار العالم". الجزيرة نت. مؤرشف من الأصل في 2023-10-31. اطلع عليه بتاريخ 2023-10-31.
2. ↑  "البوسنة والهرسك تحيي الذكرى 28 لمجزرة سربرنيتسا". الجزيرة نت. مؤرشف من الأصل في 2023-10-31. اطلع عليه بتاريخ 2023-10-31.
3. ↑  "بالصور: 25 عاما على مذبحة سربرنيتسا". BBC News عربي. مؤرشف من الأصل في 2023-10-31. اطلع عليه بتاريخ 2023-10-31.